# Square Président-Allende
Le square Président-Allende est un jardin public de Strasbourg situé dans le quartier de la Krutenau. 

## Situation et accès
Il va de la place du Foin à l'(ancienne) impasse de la Lune — devenue ruelle — qui la relie à la rue du Maréchal-Juin. À l'ouest se trouvent la rue de l'Abreuvoir et le quartier historique de Krutenau ; à l'est s'étendent la rue Pierre-Montet et les infrastructures universitaires de l'Esplanade.

## Histoire et origine du nom

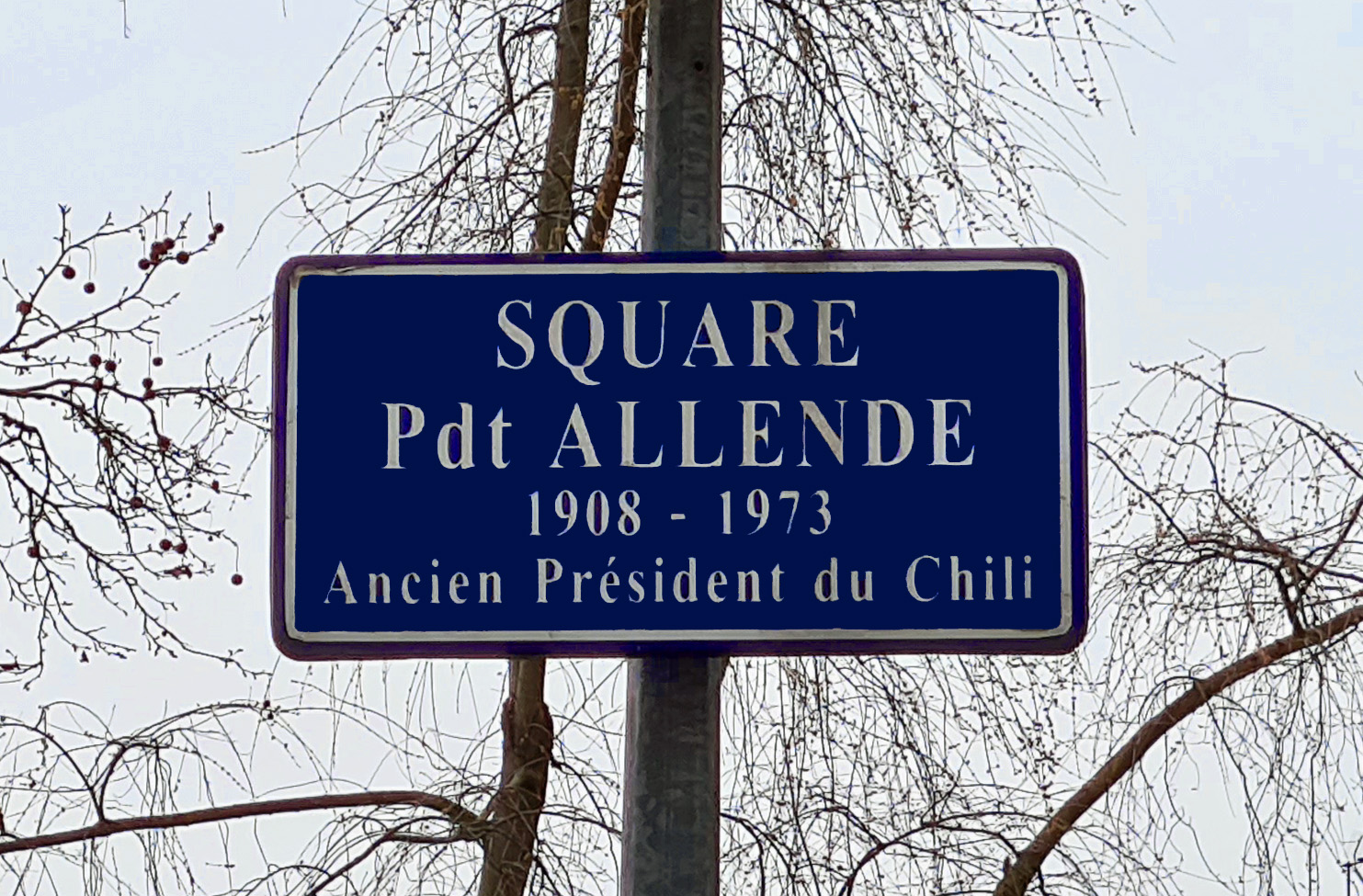
Plaque.

Le square a été créé en 1990 sur l'emplacement de l'ancienne école normale d'institutrices protestantes de Strasbourg. Seuls subsistent quelques vestiges du pensionnat, endommagé pendant la Seconde Guerre mondiale.
Il doit son nom à Salvador Allende (1908-1973), ancien président du Chili. Cette dénomination intervient un an après l'accession de la socialiste Catherine Trautmann à la mairie de Strasbourg.

## Description
Une maison à pans de bois datant du XIXe siècle forme l'angle avec l'impasse de la Lune.

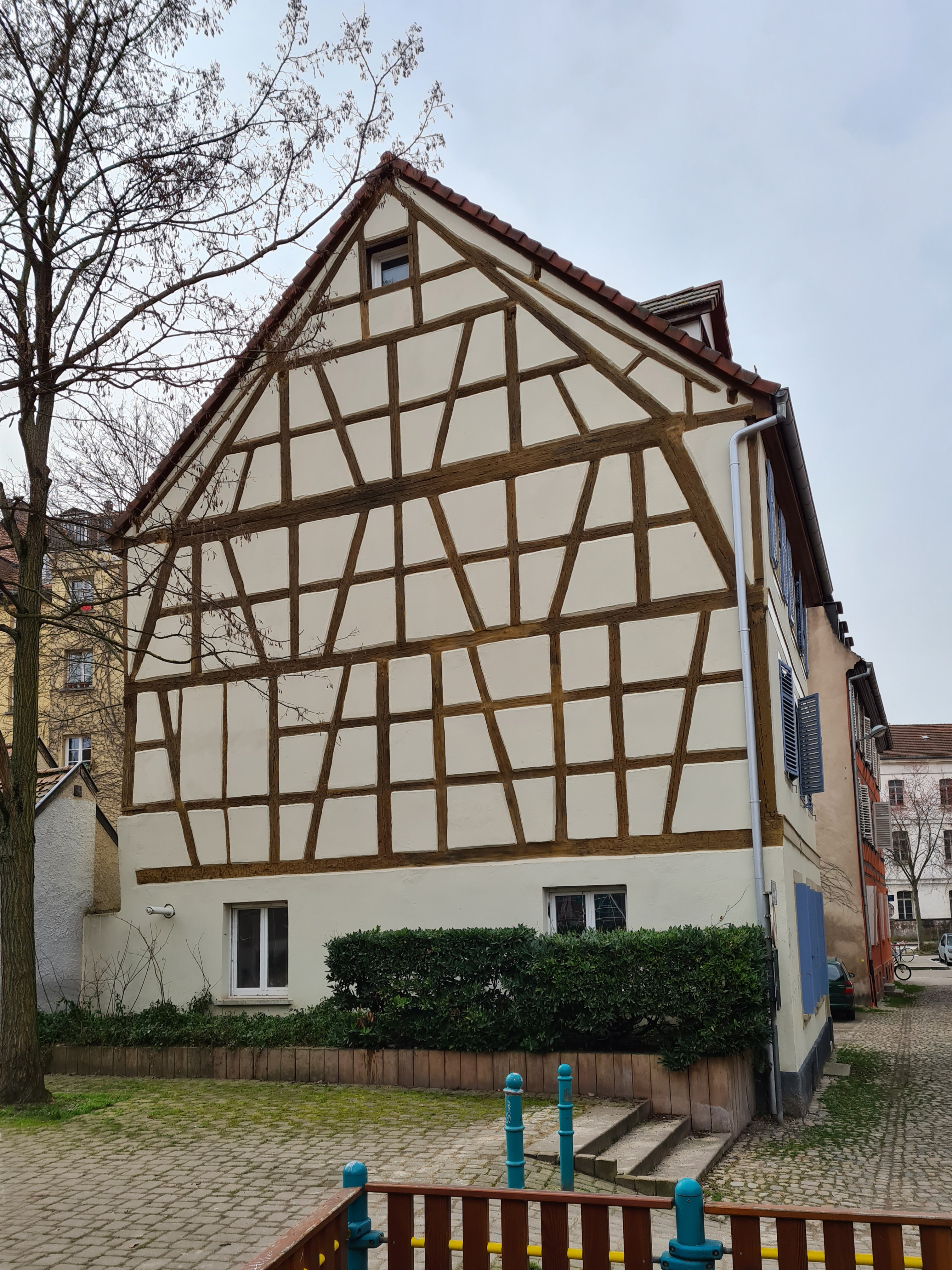
Angle de l'impasse de la Lune.
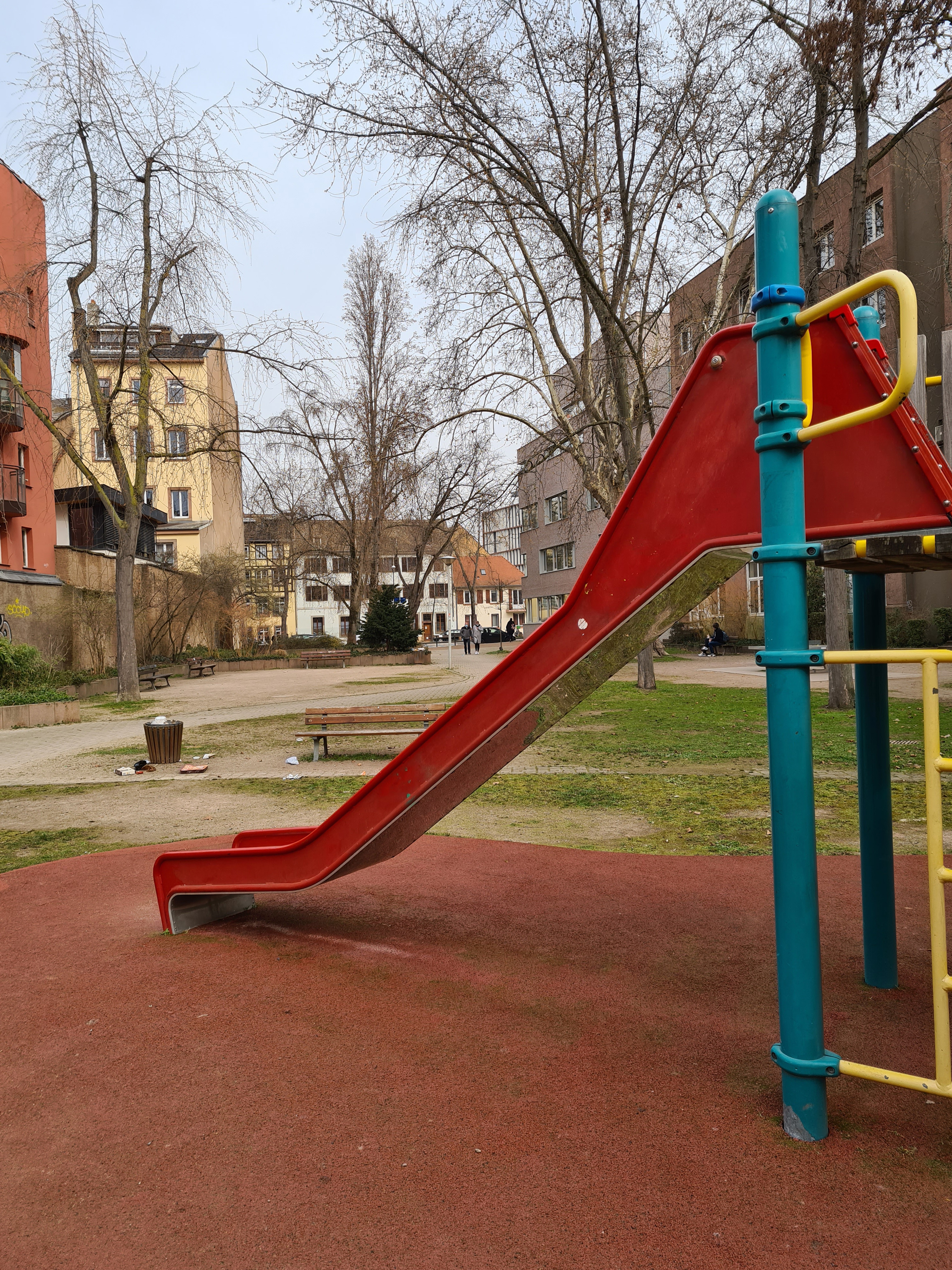
Aire de jeux.